# Réglo Mobile
 (août 2016).
Si vous disposez d'ouvrages ou d'articles de référence ou si vous connaissez des sites web de qualité traitant du thème abordé ici, merci de compléter l'article en donnant les références utiles à sa vérifiabilité et en les liant à la section « Notes et références ».
Réglo Mobile, anciennement E.Leclerc Mobile, est un MVNO créé le 21 novembre 2007 pour les magasins E.Leclerc en partenariat avec l'opérateur virtuel Afone, et s'appuyant sur les réseaux GSM et UMTS de SFR. Le 9 mai 2012, la marque lance les offres Réglo Mobile pour concurrencer Free mobile. La société exploitante porte le nom de L Telecom mais l’offre Réglo Mobile est conçue, gérée et commercialisée par la société Meta-Lfone, détenue à parts égales par E.Leclerc et Altice France.

## Historique
Le 9 mai 2012, l'opérateur a lancé l'offre Réglo Mobile en remplacement de E.Leclerc Mobile.
Il conserve les deux offres "MINI" et "MAXI" ainsi que les 2 options "SMS illimités" et "Internet illimité" précédemment commercialisées sur son ancien nom et y ajoute le même jour un forfait prépayé "2 heures + 60 SMS" à moins de 5 euros par mois.
L'année 2013 marque la fin du forfait "MAXI" et de l'option "SMS illimités", le forfait "MINI" à 1,50 euro par mois est conservé avec toujours la possibilité de souscrire à des options internet pour 2 euros (30 Mo par mois), 7 euros (200 Mo par mois) ou 12 euros (500 Mo par mois).
2 forfaits Réglos sont proposés : 3 h + SMS et MMS en illimités pour 4,95 par mois ou 4 h + SMS et MMS en illimités et 200 Mo d'internet mobile pour 9,95 euros par mois, avec la possibilité de souscrire aux options internet précédemment citées et même d'ajouter 1 h d'appel pour 3 euros.
La durée de validité des recharges est désormais illimitée dans le temps, mais certaines communications peuvent être facturées hors-forfait (dépassement du forfait prépayé, appels ou sms surtaxés, communications internationales, etc.), bien qu'il soit possible de demander le blocage du forfait sous certaines conditions en appelant le service client.
En 2015, l'opérateur procède à une refonte de ses forfaits Réglo : désormais 6 forfaits sont proposés, certains incluant des communications illimitées en France et vers l'international et également compatibles avec le réseau 4G+, en cours de déploiement par l'opérateur hôte SFR. Les tarifs des rallonges internet sont revus à la baisse, ainsi que le prix pour 1 h d'appel qui passe à 2 euros au lieu de 3 euros précédemment. Le forfait Mini+ est néanmoins conservé.
Réglo TV s'est arrêté le 31 mars 2017 à cause de l'arrêt de TéVolution car il fonctionnait avec.

## Identité visuelle (logo)
Le 9 février 2015, à l'occasion du lancement de nouvelles offres, un nouveau logo "Réglo Mobile, Une exclusivité E.Leclerc" est présenté, en remplacement du logo E.Leclerc mobile.

Logo de E.Leclerc Mobile du 21 novembre 2007 au 4 novembre 2012.
Logo de E.Leclerc Mobile du 5 novembre 2012 au 8 février 2015.
Logo de Réglo Mobile du 9 mai 2012 au 8 février 2015.
Logo de Réglo Mobile depuis le 9 février 2015.

## Réseau
Le réseau choisi par E.Leclerc en 2007 est celui de SFR .